# Oscilación de Bølling

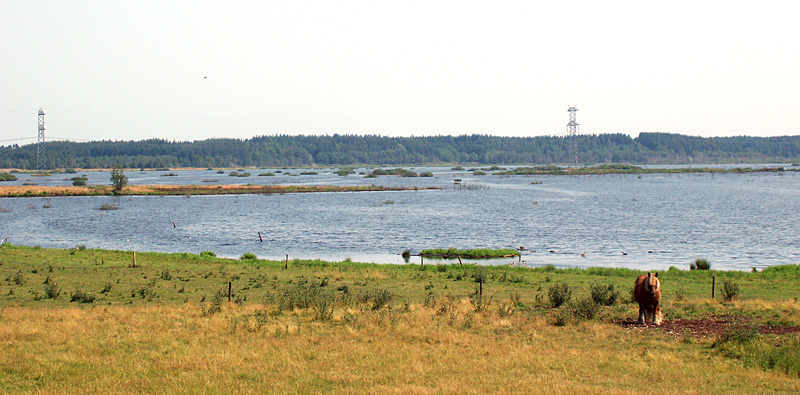
Bølling Sø es un lago recreado entre las parroquias de Engesvang, Funder y Kragelund en el centro de Jutlandia. La primera conexión de 400 kV Kassø–Tjele cruza Bølling Sø.

La Oscilación de Bølling es una oscilación climática (el clima se volvió templado) entre el segundo y tercer periodo de las glaciaciones wurmienses (Würm II y Würm III), en el Paleolítico Superior. La capa de Bølling de la excavación del Lago de Neuchatel, Suiza, ha sido datada entre los 14.650 y 14.000 años antes del presente, en tanto el registro de isótopos de oxígeno del hielo de Groenlandia, permite datar el pico de máxima temperatura de Bølling, hace 14.600 a 14.100 años.